# Karim Pakradouni
Karim Pakradouni (en árabe: كريم بقرادوني), (Beirut, 18 de agosto de 1944) es un político y abogado libanés, miembro de la Falange Libanesa.

## Biografía
Hijo de un padre apostólico armenio y una madre católica maronita. Ha sido uno de los líderes de la Falange Libanesa desde 1968 cuando se convirtió en el dirigente de su organización estudiantil. Fue elegido para la dirección de su partido en 1970, liderando la llamada facción árabe de la Falange, partidaria de desvincularse de Siria. Durante la década de 1980 fue uno de los líderes de las Fuerzas Libanesas.
- Datos: Q1729377